# Universidad de Génova
La Universidad de Génova (italiano: Università degli Studi di Genova o Genuense Athenaeum) es una universidad situada en Génova, en la provincia del mismo nombre, en la región de Liguria, Italia. Fue fundada en 1481, tiene su sede en la Via Balbi y es la única universidad regional.

## Doctoreshonoris causa
- Sergio Carrà (2015)
- Stefano Faggioni (2015)
- Alberto II de Mónaco (2014)
- Bruno Buchberger (2013)
- Giovanni Maria Flick (2013)
- Juan Carlos Parodi (2012)
- Kenneth A. Shepsle (2012)
- Roberto Saviano (2011)
- Umberto Veronesi (2009)
- Catia Bastioli (2008)
- Fulvio Conti (2007)
- Pascual Chavez Villanueva (2007)
- Mario Rigoni Stern (2007)
- Pier Francesco Guarguaglini (2007)
- Gaspare De Fiore (2006)
- Claude Chabrol (2006)
- Mario Porcile (2006)
- Giuseppe Bono (2006)
- Ingrid Daubechies (2006)
- Ugo Marchese (2006)
- Joseph E. Stiglitz (2006)
- José Manuel Durão Barroso (2006)